# Lester Butler
Lester Butler (12 november 1959 – 9 mei 1998) was een invloedrijk Amerikaanse bluesartiest. In een zeer korte tijd heeft hij veel invloed gehad op de blues. Bekend is hij als zanger en mondharmonicaspeler van de the Red Devils. Hij speelde onder anderen samen met R.L. Burnside en Mick Jagger. Veel officiële albums van hem zijn er niet uitgebracht. Wel is er een aantal live-concerten vastgelegd op bootleg cd's. Deze zijn zeer gewild onder fans.

## Discografie
- King King, Red Devils
- 13 Featuring Lester Butler

- Gemeinsame Normdatei: 135300657
- Nationale Bibliotheek van Tsjechië: xx0071864
- Virtual International Authority File: 75147905152379091060
- WorldCat: E39PBJppDvGmGfrQ94kcGBQyVC